# ベン・ダウリング
ベン・ダウリング（Ben Dowling、2002年3月5日 - ）は、オーストラリアのラグビー選手。

## プロフィール
- オーストラリア・シドニー出身[1]。
- ポジションはウィング(WTB)、フルバック(FB)。
- 身長 184cm、体重 84kg

## 略歴
ランドウィックを経て、2023年、ワラターズに加入。
2024年、パリ五輪の7人制オーストラリア代表に選ばれた。